# Cocos (Bahia)
Cocos is een gemeente in de Braziliaanse deelstaat Bahia. De gemeente telt 17.923 inwoners (schatting 2009).

## Aangrenzende gemeenten
De gemeente grenst aan Coribe, Feira da Mata, Jaborandi, Sítio d'Abadia (GO) en Formoso (MG).